# August Twesten
August Detlev Christian Twesten (født 11. april 1789 i Glückstadt, Holstein, død 8. januar 1876 i Berlin) var en tysk protestantisk teolog, far til Karl Twesten.
Twesten studerede i Kiel og Berlin. Discipel af Schleiermacher, holdt han altid for ham den største beundring og agtelse, men som teolog nærmede han sig mere til den positivt kirkelige standpunkt, end hvad denne gjort, og blev således en af "formidlingsteologiens" fremste mænd.
I 1814 blev han ekstraordinær professor i filosofi og teologi i Kiel og 1819 ordentlig professor i teologi sammesteds. I 1835 blev han kaldet til Berlin som Schleiermachers efterfølger. Årene 1852-1874 var ved siden deraf medlem af det evangeliske overkirkeråd.
Twesten var en afgjort ven af unionen mellem den lutherske og den reformerte kirke. Han anså, at ingen af kirkerne derfor var i trang til at opofre sin bekendelse. Man måtte kun "skille mellem det, der tjener til menighedens opbyggelse, og det, der er skolens sag".